# Perzijski zovoj
Perzijski zovoj (lat. Puffinus persicus) je vrsta morske ptice iz porodice zovoja. Rasprostranjen je u istočnoj Africi i Aziji. Gnijezdi se i obitava u Arapskom moru i okolnim vodama. 
Ima dvije podvrste: Puffinus persicus persicus koja se gnijezdi u Arapskom moru i okolnim područjima i Puffinus persicus temptator koja se gnijezdi na otoku Mohéli (Komori). Neki autori ga smatraju podvrstom audubonovog zovoja.

## Vanjske poveznice
|  | Zajednički poslužitelj ima još gradiva o temi Puffinus persicus |
|  | Wikivrste imaju podatke o taksonu Puffinus persicus             |